# Cathedral
Cathedral byla britská stoner/doommetalová hudební skupina založená roku 1989 v Coventry zpěvákem Leem Dorrianem po jeho odchodu z grindcoreové formace Napalm Death, Markem Griffithsem (baskytara, kytara) a Garrym Jenningsem (kytara).
Debutové studiové album Forest of Equilibrium vyšlo v roce 1991 u anglického vydavatelství Earache Records.
Kapela se rozpadla v roce 2013, celkem má na svém kontě deset řadových desek a mnoho dalších nahrávek.

## Diskografie
Dema
- In Memorium (1990)
- Demo #2 (1991)

Studiová alba
- Forest of Equilibrium (1991)
- The Ethereal Mirror (1993)
- The Carnival Bizarre (1995)
- Supernatural Birth Machine (1996)
- Caravan Beyond Redemption (1998)
- Endtyme (2001)
- The VIIth Coming (2002)

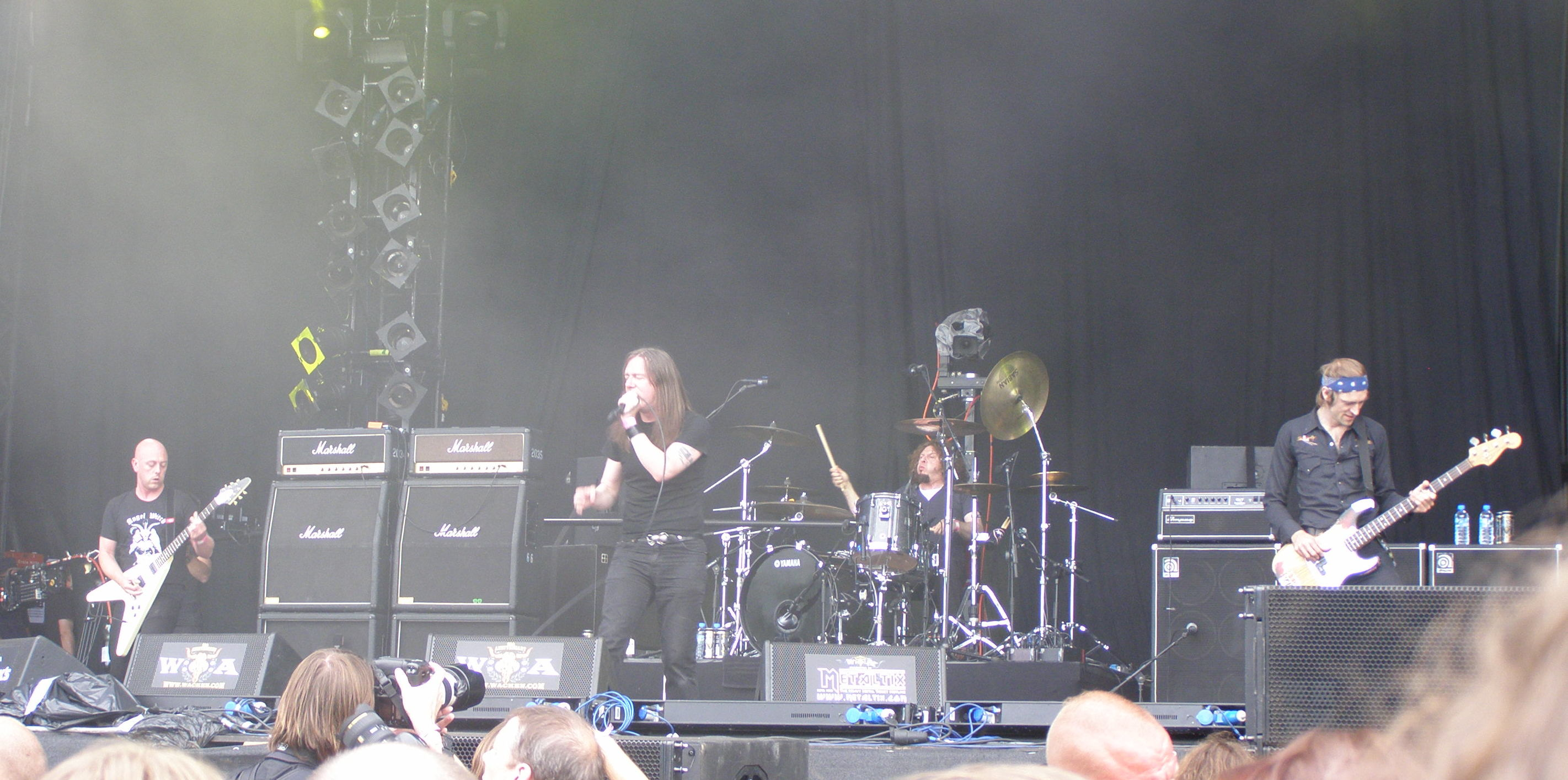
Cathedral (2009)

- The Garden of Unearthly Delights (2005)
- The Guessing Game (2010)
- The Last Spire (2013)

EP
- Soul Sacrifice (1992)
- Statik Majik (1994)
- Cosmic Requiem (1994)
- Hopkins (The Witchfinder General) (1996)
- A New Ice Age (2011)

Live alba
- Live in London (2010)
- Anniversary (2011)
- Freak Winter (2020)
- Return to the Forest (2020)

Kompilační alba
- Hopkins (The Witchfinder General) / Statik Majik (1996)
- In Memoriam (1999)
- Soul Sacrifice / Statik Majik (1999)
- The Serpent's Gold (2004)

Singly
- Grim Luxuria (1993)
- Ride (1993)
- Twylight Songs (1993)
- Gargoylian (2001)
- Vengeance of the Blind Dead (Flexi Version) (2013)

Split nahrávky
- Happy Fucking Birthday (2018) – split 7" vinyl s kapelou Admiral Sir Cloudesley Shovell

Promo nahrávky
- Rock Hard Presents: Gods of Grind (1991) – promo CD s celkem 4 skladbami od kapel Cathedral, Entombed, Carcass a Confessor
- Power Music Hard Force (1993) – promo CD obsahující celkem 4 skladby od kapel Cathedral, Morgoth (Německo), Coroner (Švýcarsko) a Skyclad (Velká Británie)
- The Carnival Bizarre / Slaughter of the Soul (1995) – promo audiokazeta Earache Records obsahující 2 skladby od Cathedral a 3 skladby od švédské kapely At the Gates

Samplery
- Nativity in Black: A Tribute to Black Sabbath Sampler (1995)

Various Artists kompilace
- Gods of Grind (1992) – VA kompilační CD s kapelami Cathedral, Entombed, Carcass a Confessor
- New Metal Messiahs! (1995) – VA kompilační audiokazeta britského hudebního magazínu Kerrang!, obsahuje celkem 4 skladby kapel Cathedral, Paradise Lost, Pitchshifter a My Dying Bride

## Videografie
VHS
- Our God Has Landed (Live in Tokyo) (1998)
- Our God Has Landed (AD 1990-1999) (2000)